# Yórgos Kasnaféris
Yeóryios Kasnaféris (en grec : Γεώργιος Κασναφέρης), plus souvent appelé Yórgos Kasnaféris (Γιώργος Κασναφέρης), né le 10 février 1967 à Athènes, est un ancien arbitre grec de football.

## Biographie
Yórgos Kasnaféris est devenu arbitre de football en 1985. Il a arbitré son premier match de championnat en 1996.
Il est devenu arbitre international en 1998.
Le 17 mai 2008, il arbitre la finale de la Coupe de Grèce de football, entre Olympiakos Le Pirée et Aris FC, et prend sa retraite.